# جامع‌الحکمتین
جامع‌الحکمتین رساله‌ایست از ناصر خسرو به زبان پارسی که در سال ۴۶۲ هجری قمری نوشته شده است. ناصرخسرو که فردی بلندمرتبه در میان اسماعیلیان به‌شمار می‌آمد و دارای مقام حجت بود این کتاب را به خواهش عین‌الدوله ابوالمعالی امیر بدخشان و در پاسخ به پرسش‌های ابوالهیثم در قصیدهٔ مشهورش دربارهٔ اصول عقاید اسماعیلیه نوشت. این کتاب از منابع مهم در آگاهی از اندیشه‌های ناصر خسرو و اسماعیلیه به‌شمار می‌رود. و در الهیات اسماعیلیه از منبع معتبر و مورد توجه است. در سالهای اخیر پژوهش‌های زیادی روی آثار ناصرخسرو صورت گرفته است. جامع الحکمتین به زبان انگلیسی ترجمه شده است.

## وجه تسمیه
چون این کتاب با هدف حل مشکلات دینی و معضلات فلسفی نوشته شده بود؛ ناصر خسرو بر آن نام جامع الحکمتین نهاد زیرا که در آن با حکمای دینی به آیات و اخبار و با حکمای فلسفی و فضلای منطقی به برهان سخن گفته است؛ یعنی حاوی مباحث حکمت دینی و فلسفهٔ یونانی است.

## چاپ
دکتر محمد معین و دکتر هانری کربن در سال ۱۳۳۲ به انضمام مقدمهٔ دکتر معین و مقدمهٔ فرانسوی دکتر کربن چاپ کرده‌اند که تجدید چاپ نیز شده است.